# Liste des intercommunalités de l'Oise

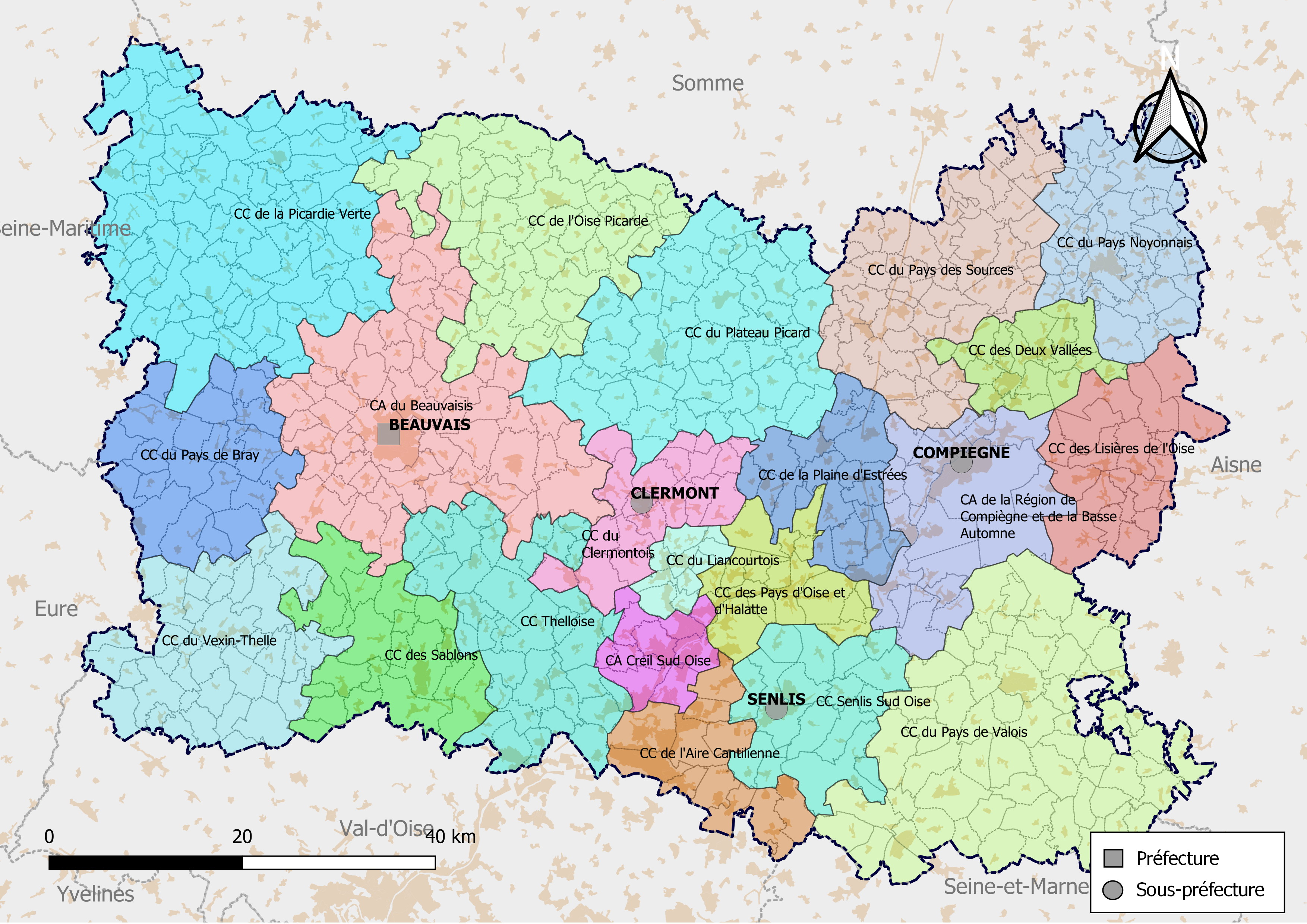
Carte des EPCI de l'Oise au 1er janvier 2019.

Depuis le 1er janvier 2017, le département de l'Oise compte 21 établissements publics de coopération intercommunale à fiscalité propre dont le siège est dans le département (3 communautés d'agglomération et 18 communautés de communes). Par ailleurs 2 communes sont groupées dans une intercommunalité dont le siège est situé hors département.
Le département compte également au 1er janvier 2020 192 syndicats à vocation unique (SIVU), 27 syndicats à vocation multiple (SIVOM), 43 syndicats mixtes.

## Le SDCI de 2011
Dans le cadre de la réforme des collectivités territoriales françaises, la loi de réforme des collectivités territoriales du 16 décembre 2010 (dite loi RCT) a prévu l’élaboration d’un schéma départemental de coopération intercommunale (SDCI), de valeur prescriptive, destiné à permettre l'intégration de la totalité des communes dans un EPCI à fiscalité propre, la suppression des enclaves et discontinuités territoriales et les modalités de rationalisation des périmètres des établissements publics de coopération intercommunale et des syndicats mixtes existants.
Le SDCI approuvé à l’unanimité par la commission départementale de coopération intercommunale (CDCI) du 10 février 2012 a abouti à l'intégration des 9 communes jusqu'alors isolées du département – Orry-la-Ville, la Chapelle-en-Serval, Plailly, Mortefontaine, Sérifontaine, Mouy, Bury, Catenoy et Lachelle – à une intercommunalité à fiscalité propre (communauté d'agglomération ou communauté de communes). Par contre, la fusion d'intercommunalités prévues (CC de la Basse-Automne et CA de la région de Compiègne d’une part, et CC de Crèvecoeur-le-Grand et des Vallées de la Brèche et de la Noye d’autre part) n'ont pas abouti.
En ce qui concerne l'intercommunalité sans fiscalité propre, la mise en œuvre du SDCI a permis également la dissolution de 21 syndicats primaires d’électricité, permettant une concentration de la maîtrise d’ouvrage des travaux d’électrification, et la dissolution de 21 autres syndicats dont certains étaient identifiés comme ayant une faible activité.

## La loi NOTRe et le SDCI de 2016
La structure intercommunale du département est profondément modifiée le 1er janvier 2017. En effet, dans le cadre des dispositions de la loi portant nouvelle organisation territoriale de la République (Loi NOTRe) du 7 août 2015, qui prévoit que les établissements publics de coopération intercommunale (EPCI) à fiscalité propre doivent avoir un minimum de 15 000 habitants, le préfet de l'Oise a publié en octobre 2015 un projet de nouveau schéma départemental de coopération intercommunale, qui prévoit la fusion de plusieurs intercommunalités. 
Après avis de la SDCI et consultation des conseils municipaux et communautaires concernés, les 6 fusions sont les suivantes :
- Fusion de la communauté d'agglomération du Beauvaisis et de la communauté de communes rurales du Beauvaisis, le nouvel EPCI rassemblant 44 communes pour 93 341 habitants ;
- Fusion de la communauté de l'agglomération creilloise et de la communauté de communes Pierre - Sud - Oise, le nouvel EPCI rassemblant 11 communes pour 82 600 habitants, aboutissant à la création de la communauté d'agglomération Creil Sud Oise ;
- Fusion de la communauté d’agglomération de la région de Compiègne et de la communauté de communes de la Basse Automne, aboutissant à la création de la communauté d'agglomération de la Région de Compiègne et de la Basse Automne regroupant 22 communes et 81 226 habitants ;
- Fusion de la communauté de communes du pays de Thelle et de la communauté de communes la Ruraloise, aboutissant à la création de la Communauté de communes du Pays de Thelle et Ruraloise regroupant le 1er janvier 2017 42 communes et 59 626 habitants  ;
- Fusion de la communauté de communes des Vallées de la Brèche et de la Noye et de la communauté de communes de Crèvecœur-le-Grand Pays Picard A16 Haute Vallée de la Celle, soit une intercommunalité de 61 communes pour 27 196 habitants, aboutissant à la création de la communauté de communes de l'Oise picarde le 1er janvier 2017 ;
- Fusion de la communauté de communes des Trois Forêts et de la communauté de communes Cœur Sud Oise, soit 18 communes pour 25 373 habitants réunies dans la communauté de communes Senlis Sud Oise,

ramenant ainsi le nombre de structures intercommunales à fiscalité propre du département de 27 à 21.

## Liste des intercommunalités à fiscalité propre
| Forme juridique            | Nom                                                 | no SIREN  | Date de création | Nombre de communes | Population (der. pop. légale) | Superficie (km2) | Densité (hab./km2) | Siège                      | Président             |
| -------------------------- | --------------------------------------------------- | --------- | ---------------- | ------------------ | ----------------------------- | ---------------- | ------------------ | -------------------------- | --------------------- |
| Communauté d'agglomération | CA du Beauvaisis                                    | 200067999 | 1er janvier 2017 | 53                 | 103 890 (2021)                | 539,0            | 193                | Beauvais                   | Caroline Cayeux       |
| Communauté d'agglomération | CA Creil Sud Oise                                   | 200068047 | 1er janvier 2017 | 11                 | 88 682 (2021)                 | 83,50            | 1 062              | Creil                      | Jean-Claude Villemain |
| Communauté d'agglomération | CA de la Région de Compiègne et de la Basse Automne | 200067965 | 1er janvier 2017 | 22                 | 83 014 (2021)                 | 263,80           | 315                | Compiègne                  | Philippe Marini       |
| Communauté de communes     | CC Thelloise                                        | 200067973 | 1er janvier 2017 | 41                 | 61 447 (2021)                 | 313,40           | 196                | Neuilly-en-Thelle          | Jean-François Mancel  |
| Communauté de communes     | CC du pays de Valois                                | 246000871 | 24 décembre 1996 | 62                 | 55 248 (2021)                 | 614,40           | 90                 | Crépy-en-Valois            | Benoît Haquin         |
| Communauté de communes     | CC de l'aire cantilienne                            | 246000764 | 26 décembre 1994 | 11                 | 44 701 (2021)                 | 149,60           | 299                | Chantilly                  | François Deshayes     |
| Communauté de communes     | CC du Clermontois                                   | 246000376 | 1er janvier 2000 | 18                 | 37 625 (2021)                 | 147,20           | 256                | Clermont                   | Lionel Ollivier       |
| Communauté de communes     | CC des Sablons                                      | 246000582 | 27 juin 2000     | 21                 | 38 497 (2021)                 | 225,60           | 171                | Villeneuve-les-Sablons     | Nathalie Ravier       |
| Communauté de communes     | CC des Pays d’Oise et d’Halatte                     | 246000921 | 31 décembre 1997 | 17                 | 34 167 (2021)                 | 139,50           | 245                | Pont-Sainte-Maxence        | Christian Massaux     |
| Communauté de communes     | CC du Pays Noyonnais                                | 246000756 | 8 décembre 1994  | 42                 | 32 160 (2021)                 | 267,0            | 121                | Noyon                      | Patrick Deguise       |
| Communauté de communes     | CC de la Picardie verte                             | 246000848 | 1er janvier 1997 | 88                 | 32 253 (2021)                 | 633,20           | 51                 | Grandvilliers              | Jean-Louis Dor        |
| Communauté de communes     | CC du Plateau Picard                                | 246000566 | 1er janvier 2000 | 52                 | 29 897 (2021)                 | 439,30           | 68                 | Le Plessier-sur-Saint-Just | Olivier de Beule      |
| Communauté de communes     | CC Senlis Sud Oise                                  | 200066975 | 1er janvier 2017 | 17                 | 24 838 (2021)                 | 203,40           | 122                | Senlis                     | Philippe Charrier     |
| Communauté de communes     | CC du Liancourtois                                  | 246000129 | 14 février 1963  | 10                 | 23 882 (2021)                 | 48,70            | 491                | Laigneville                | Olivier Ferreira      |
| Communauté de communes     | CC des Deux Vallées (Oise)                          | 246000772 | 21 décembre 1995 | 16                 | 22 589 (2021)                 | 113,90           | 198                | Thourotte                  | Patrice Carvalho      |
| Communauté de communes     | CC du Pays des Sources                              | 246000855 | 31 décembre 1996 | 48                 | 22 110 (2021)                 | 351,0            | 63                 | Lassigny                   | René Mahet            |
| Communauté de communes     | CC de l'Oise Picarde                                | 200068005 | 1er janvier 2017 | 52                 | 20 934 (2021)                 | 395,60           | 53                 | Froissy                    | Jean Cauwel           |
| Communauté de communes     | CC du Vexin Thelle                                  | 246000707 | 13 avril 2000    | 37                 | 20 549 (2021)                 | 313,10           | 66                 | Chaumont-en-Vexin          | Bertrand Gernez       |
| Communauté de communes     | CC du pays de Bray                                  | 246000913 | 31 décembre 1997 | 23                 | 18 136 (2021)                 | 244,80           | 74                 | Lachapelle-aux-Pots        | Jean-Michel Duda      |
| Communauté de communes     | CC de la Plaine d'Estrées                           | 246000897 | 9 juin 1997      | 19                 | 18 202 (2021)                 | 164,0            | 111                | Estrées-Saint-Denis        | Sophie Mercier        |
| Communauté de communes     | CC des lisières de l'Oise                           | 246000749 | 8 septembre 1994 | 20                 | 16 017 (2021)                 | 210,40           | 76                 | Attichy                    | Franck Superbi        |

## Intercommunalités disparues
Plusieurs intercommunalités ont été supprimées dans le département : 

### 2006
La communauté de communes du Thelle Bray.

### 2009
La communauté de communes du Pays de Senlis, scindée pour créer la communauté de communes des Trois Forêts et la communauté de communes Cœur Sud Oise créées le 1er janvier 2010.

### 2016
Disparitions le 31 décembre 2016, en vue de la création de nouvelles intercommunalités le 1er janvier 2017 :
- Fusion de la communauté de communes des Trois Forêts et de la communauté de communes Cœur Sud Oise, formant la communauté de communes Senlis Sud Oise le 1er janvier 2017
- Fusion de la communauté de communes des Vallées de la Brèche et de la Noye et de la Communauté de communes de Crèvecœur-le-Grand Pays Picard A16 Haute Vallée de la Celle, formant la communauté de communes de l'Oise picarde le 1er janvier 2017 ;
- Fusion de la CC Pierre-Sud-Oise et de la CAC 1er janvier 2017
- Rattachement de la CC de la Basse Automne avec l'CA de la Région de Compiègne
- Fusion de la Communauté de communes du pays de Thelle et de la Communauté de communes la Ruraloise formant au 1er janvier 2017 la Communauté de communes du Pays de Thelle et Ruraloise (dénomination provisoire. Elle pourrait devenir la Thelloise).